# Bienotheroides
Bienotheroides — вимерлий рід тритилодонтидових ссавцеподібних з юрського періоду Китаю та Монголії. Рід включає п'ять видів, в основному відомих із залишків черепа.